# Adam und Eva
Adam und Eva er en tysk stumfilm fra 1923 af Reinhold Schünzel.

## Medvirkende
- Werner Krauss
- Dagny Servaes
- Rudolf Forster
- Ruth Weyher
- Hermann Picha
- Loni Pyrmont